# Chalazion (hongo)
Chalazion es un género de hongos de la familia Pyronemataceae.